# NGC 6335
NGC 6335 é um asterismo de estrelas na direção da constelação de Escorpião. Foi descoberto pelo astrônomo inglês John Herschel em 1837.